# Thomas Gundelund
Thomas Gundelund Nielsen (Skive, 6 novembre 2001) è un calciatore danese, difensore del Vejle.

## Caratteristiche tecniche
Gioca come terzino destro.

## Carriera

### Club
Gundelund è cresciuto nel settore giovanile del Vejle ed ha debuttato in prima squadra il 27 novembre 2017, poco dopo il compimento dei sedici anni, nell'incontro di 1. Division vinto 4-1 contro il Vendsyssel. Nel 2018 è stato inserito in pianta stabile in prima squadra ed ha firmato un contratto professionistico. Il 28 novembre 2019 ha segnato il primo gol in carriera nella trasferta vinta 4-3 contro il Viborg.

### Nazionale
Ha giocato con le nazionali giovanili danesi Under-16, Under-17, Under-18 ed Under-19.

## Statistiche
aggiornato al 2 marzo 2024
| Stagione        | Squadra         | Campionato      | Campionato | Campionato | Coppe nazionali | Coppe nazionali | Coppe nazionali | Coppe continentali | Coppe continentali | Coppe continentali | Altre coppe | Altre coppe | Altre coppe | Totale | Totale | Totale |
| Stagione        | Squadra         | Comp            | Pres       | Reti       | Comp            | Pres            | Reti            | Comp               | Pres               | Reti               | Comp        | Pres        | Reti        | Pres   | Reti   |        |
| --------------- | --------------- | --------------- | ---------- | ---------- | --------------- | --------------- | --------------- | ------------------ | ------------------ | ------------------ | ----------- | ----------- | ----------- | ------ | ------ | ------ |
| 2017-2018       | Vejle           | 1D              | 1          | 0          | CD              | 0               | 0               |                    | -                  | -                  |             | -           | -           | 1      | 0      |        |
| 2018-2019       | Vejle           | SL              | 0          | 0          | CD              | 1               | 0               |                    | -                  | -                  |             | -           | -           | 1      | 0      |        |
| 2019-2020       | Vejle           | 1D              | 26         | 1          | CD              | 2               | 0               |                    | -                  | -                  |             | -           | -           | 28     | 1      |        |
| 2020-2021       | Vejle           | SL              | 11         | 0          | CD              | 2               | 0               |                    | -                  | -                  |             | -           | -           | 13     | 0      |        |
| 2021-2022       | Vejle           | SL              | 11         | 0          | CD              | 0               | 0               |                    | -                  | -                  |             | -           | -           | 11     | 0      |        |
| 2022-2023       | Vejle           | 1D              | 15         | 0          | CD              | 3               | 0               |                    | -                  | -                  |             | -           | -           | 18     | 0      |        |
| 2023-2024       | Vejle           | SL              | 7          | 0          | CD              | 2               | 0               |                    | -                  | -                  |             | -           | -           | 9      | 0      |        |
| Totale carriera | Totale carriera | Totale carriera | 71         | 1          |                 | 10              | 0               |                    | -                  | -                  |             | -           | -           | 81     | 1      |        |

## Palmarès

### Club

#### Competizioni nazionali
- 1. Division: 3

Vejle: 2017-2018, 2019-2020, 2022-2023